# Muzappar Dairow
Muzappar Dairow (ros. Музаппар Даиров, kaz. Мұзаппар Дайыров, ur. 2 marca?/15 marca 1914 we wsi Achtubinka w guberni astrachańskiej, zm. 10 listopada 1995) – polityk Kazachskiej SRR.

## Życiorys
Początkowo był sekretarzem zarządu i księgowym kołchozu, potem sekretarzem komitetu Komsomołu i przewodniczącym komisji rewizyjnej kołchozu, w latach 1936–1939 studiował w Komunistycznej Szkole Rolniczej przy KC Komunistycznej Partii (bolszewików) Kazachstanu, później pracował w rejonowych komitetach Komsomołu i KP(b)K. Od 1945 do marca 1947 był I sekretarzem Urdinskiego Komitetu Rejonowego KP(b)K w obwodzie zachodniokazachstańskim, od marca 1947 do 1951 sekretarzem Prezydium Rady Najwyższej Kazachskiej SRR, potem sekretarzem i II sekretarzem Komitetu Obwodowego KPK w Akmole (obecnie Astana), a 1954–1956 II sekretarzem Komitetu Obwodowego KPK w Pawłodarze. W 1956 ukończył Kazachski Uniwersytet Państwowy im. Kirowa, w latach 1956–1961 był II sekretarzem Północnokazachstańskiego Komitetu Obwodowego KPK, 1961–1968 przewodniczącym Komitetu Wykonawczego Semipałatyńskiej Rady Obwodowej, 1968–1969 ministrem produktów zbożowych i przemysłu paszowego, a 1969–1982 ministrem zapasów Kazachskiej SRR.

## Odznaczenia
- Order Lenina
- Order Rewolucji Październikowej
- Order Wojny Ojczyźnianej II klasy
- Order Czerwonego Sztandaru Pracy (czterokrotnie)
- Order Przyjaźni Narodów
- Order „Znak Honoru”